# Via della Rosa
Via della Rosa è una strada della zona est del centro storico di Firenze, tra via Ghibellina e via dell'Agnolo.

## Storia
La strada nel Seicento era stata chiamata via de' Becchi, perché fino alla fine del XVII secolo vi abitavano in affitto i nobili signori Becchi nella casa che, per un lascito testamentario del 1630, nel quale era indicata come esistente in via della Rosa, era passata in proprietà ai del Riccio Baldi del ramo primogenito. Questi, terminata la locazione de Becchi, si trovarono in difficoltà proprio per via del nome, poiché "becco", oltre che sinonimo di caprone, era anche il modo con cui, oggi come allora, si chiamano i mariti "cornuti", secondo la diceria popolare che vuole il tradimento della moglie visibile e risaputo da tutti tranne che dall'interessato (così come un animale non vede le proprie corna ma solo quelle degli altri). Così, nel 1730, il sacerdote Niccolò del Riccio Baldi a nome proprio e dei fratelli fece istanza ai pubblici uffici perché accordassero il cambio del nome e si tornasse a quello precedente, in quanto così com'era allontanava i potenziali affittuari. L'istanza fu accolta nel 1730 e una targa, in angolo a via Ghibellina ricorda ancora oggi il cambiamento di nome:
| VIA ROSA Per Decr.to de Sig.ri Cap.ni di Parte 7 7mbre 1730 |

Le abbreviazioni si riferiscono al "decreto dei Signori Capitani di Parte [Guelfa]". Il perché in origine fosse stato scelto il nome del fiore per la titolazione è forse da legare al fatto che la zona fosse un tempo ricca di orti e giardini, come ricordano le vicine vie dell'Ulivo, del Fico e le non più esistenti vie del Ramerino (rosmarino) e della Salvia (oggi unificate in borgo Allegri).
La strada originariamente arrivava a via dell'Ulivo: un tratto cenne sacrificato durante il Risanamento di Santa Croce (dal 1936) per creare il palazzo sede del gruppo rionale fascista "Dante Rossi", oggi del Demanio.
Nel romanzo Il quartiere (1945) di Vasco Pratolini, opera di finzione ma basata sulle esperienze reali dello scrittore, in via Rosa, nel tratto dopo via dell'Agnolo poi abbattuto, si trova una casa di tolleranza dove occasionalmente si trovano alcuni personaggi della storia.

## Descrizione
L'edificio all'angolo di via Ghibellina è una rara architettura Liberty del centro di Firenze, che su questo lato presenta degli sporti, probabile traccia della preesistenza più antica. Al 5 rosso una casa mostra un cristogramma, accompagnato da un piccolo stemma familiare, probabilmente apposto dal nobile Cammillo del Riccio Baldi Papi, priore cittadino della Comunità di Firenze nel 1784, che qui abitò fino alla morte e lasciò la casa in eredità ai figli Guglielmo e Ascanio, morti nell'ultimo quarto dell'Ottocento. 
All'angolo con via dell'Agnolo 87 invece è presente una casa che ha sulla cantonata e sul fianco numerosi conci di pietra forte, portati a vista nel corso di un restauro degli anni settanta del Novecento, che indicano nel luogo preesistenze due trecentesche. Sul fronte di via dell'Agnolo si vede una rotella con due chiavi decussate, che chiariscono il luogo come antica proprietà del vicino monastero di San Pier Maggiore. A questo, in effetti, l'edificio passò nel 1495, dopo essere stato di proprietà del monastero agostiniano di San Giovanni in Laterano, detto delle Santucce.

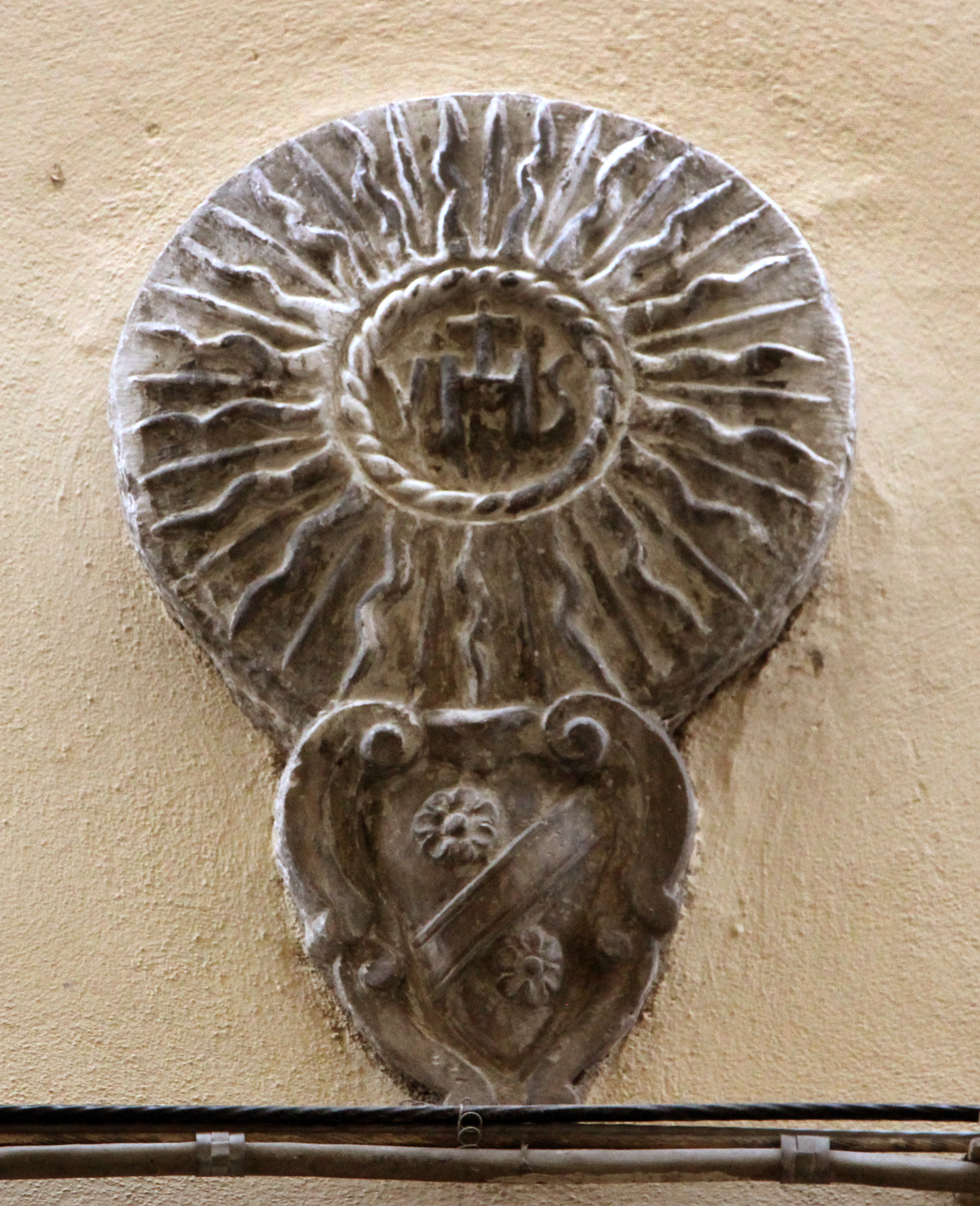
Cristogramma con stemma del Riccio Baldi Papi
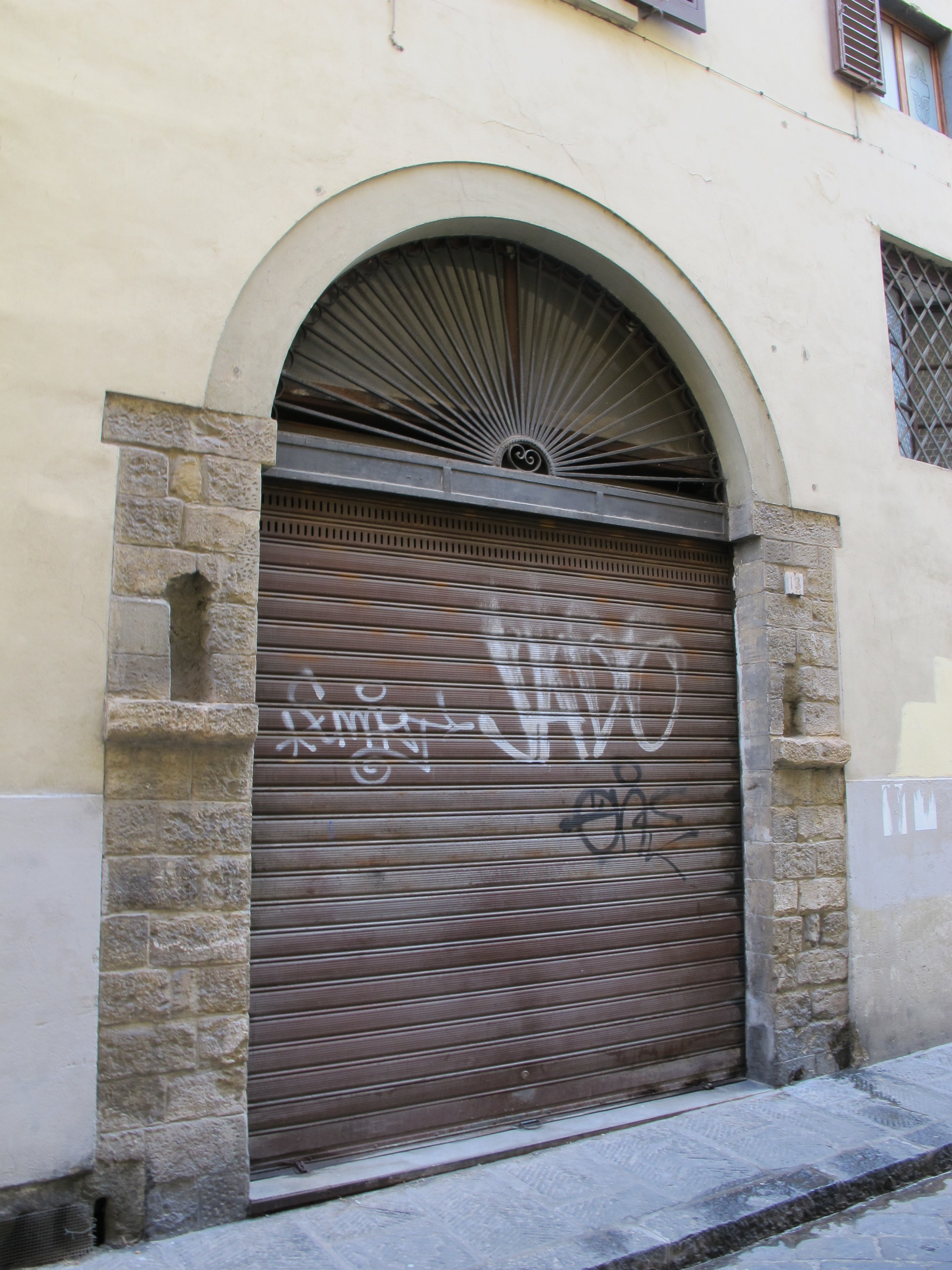
La casa delle Santucce, in angolo con via dell'Agnolo